# Qualificazioni al campionato europeo femminile di calcio 2022 - Fase a gironi, gruppo F
Il gruppo E delle qualificazioni al campionato europeo femminile di calcio 2022 è composto da cinque squadre: Svezia, Islanda, Ungheria, Slovacchia e Lettonia. La composizione dei sette gruppi di qualificazione della sezione UEFA è stata sorteggiata il 21 febbraio 2019.

## Formula
Le cinque squadre si affrontano in un girone all'italiana con partite di andata e ritorno, per un totale di 8 partite. La squadra prima classificata si qualifica direttamente alla fase finale del torneo, mentre la seconda classificata si qualifica direttamente alla fase finale solo se è tra le migliori tre seconde dei nove gruppi di qualificazione, altrimenti accede ai play-off qualificazione.
In caso di parità di punti tra due o più squadre di uno stesso gruppo, le posizioni in classifica verranno determinate prendendo in considerazione, nell'ordine, i seguenti criteri:
1. maggiore numero di punti negli scontri diretti tra le squadre interessate (classifica avulsa);
2. migliore differenza reti negli scontri diretti tra le squadre interessate (classifica avulsa);
3. maggiore numero di reti segnate negli scontri diretti tra le squadre interessate (classifica avulsa);
4. maggiore numero di reti segnate in trasferta negli scontri diretti tra le squadre interessate (classifica avulsa), valido solo per il turno di qualificazione a gironi;
5. se, dopo aver applicato i criteri dall'1 al 4, ci sono squadre ancora in parità di punti, i criteri dall'1 al 4 si riapplicano alle sole squadre in questione. Se continua a persistere la parità, si procede con i criteri dal 6 all'11;
6. migliore differenza reti;
7. maggiore numero di reti segnate;
8. maggiore numero di reti segnate in trasferta;
9. maggiore numero di vittorie nel girone;
10. maggiore numero di vittorie in trasferta nel girone;
11. classifica del fair play;
12. posizione nel ranking UEFA in fase di sorteggio.

## Classifica
| Pos | Squadra    | Pt | G | V | N | P | GF | GS | DR  |
| --- | ---------- | -- | - | - | - | - | -- | -- | --- |
| 1.  | Svezia     | 22 | 8 | 7 | 1 | 0 | 40 | 2  | +38 |
| 2.  | Islanda    | 19 | 8 | 6 | 1 | 1 | 25 | 5  | +20 |
| 3.  | Slovacchia | 10 | 8 | 3 | 1 | 4 | 7  | 19 | -12 |
| 4.  | Ungheria   | 7  | 8 | 2 | 1 | 5 | 11 | 20 | -9  |
| 5.  | Lettonia   | 0  | 8 | 0 | 0 | 8 | 2  | 39 | -37 |

## Risultati
| Arbitro: | Abigail Marriott |

|                                                       |           |             |
| Jensen 10’, 90+2’ Eiríksdóttir 59’ Brynjarsdóttir 65’ | Marcatori | 42’ Csiszár |

| Arbitro: | Irena Velevačkoska |

|            |           |  |
| Jensen 65’ | Marcatori |  |

| Arbitro: | Emanuela Rusta |

|             |           |                                                        |
| Ševcova 14’ | Marcatori | 32’ Sembrant 50’ Ilestedt 59’ (rig.) Seger 68’ Asllani |

| Arbitro: | Aleksandra Česen |

|            |           |                           |
| Miksone 3’ | Marcatori | 33’ Hmírová 74’ Vojteková |

| Arbitro: | Meliz Özçiğdem |

|  |           |                                                             |
|  | Marcatori | 13’ Eriksson 46’, 51’ Janogy 90+4’ Jakobsson 90+6’ Kullashi |

| Arbitro: | Elvira Nurmustafina |

|                                                                               |           |  |
| Asllani 26’ Hurtig 30’ Sembrant 34’ Björn 60’ Blackstenius 65’, 68’ Rolfö 90’ | Marcatori |  |

| Arbitro: | Vivian Peeters |

|  |           |                                                                                              |
|  | Marcatori | 17’, 45+2’ Friðriksdóttir 29’ Brynjarsdóttir 50’ Jensen 80’ Jóhannsdóttir 90+5’ Viðarsdóttir |

| Senec 8 novembre 2019, ore 17:00 CET | Slovacchia       | 0 – 0 referto | Ungheria | NTC Senec (395 spett.)\| Arbitro: \| Monika Mularczyk \| |
| Arbitro:                             | Monika Mularczyk |               |          |                                                          |

| Arbitro: | Volha Tsiareshka |

|                                                 |           |  |
| Jakabfi 13’ Zeller 36’ Fenyvesi 55’ Pusztai 78’ | Marcatori |  |

| Arbitro: | Rebecca Welch |

|                                                                                 |           |  |
| Hurtig 12’, 69’ Anvegård 59’, 65’, 72’ Eriksson 67’ Ilestedt 71’ Sembrant 90+1’ | Marcatori |  |

| Arbitro: | Désirée Grundbacher |

| |           |  |
| Jensen 1’ Jónsdóttir 8’, 32’ Brynjarsdóttir 19’, 22’, 39’ Miksone 71’ (aut.) Jóhannsdóttir 87’ Vilhjálmsdóttir 90+2’ | Marcatori |  |

| Arbitro: | Lizzy van Der Helm |

|  |           |                                                |
|  | Marcatori | 10’, 27’ Zeller 34’ Pusztai 55’, 90+4’ Turányi |

| Arbitro: | Ivana Martinčić |

|            |           |              |
| Jensen 61’ | Marcatori | 33’ Anvegård |

| Arbitro: | Maria Marotta |

|                                                                                 |           |  |
| Hurtig 2’ Anvegård 10’ Schough 13’ Eriksson 27’ Hammarlund 45’, 54’ Curmark 86’ | Marcatori |  |

| Arbitro: | Hristijana Guteva |

|               |           |                            |
| Pusztai 90+2’ | Marcatori | 68’ Hmírová 80’ Mikolajová |

| Arbitro: | Lois Otte |

|                               |           |  |
| Hmírová 8’ (rig.), 34’ (rig.) | Marcatori |  |

| Arbitro: | Stéphanie Frappart |

|                           |           |  |
| Jakobsson 25’ Schough 57’ | Marcatori |  |

| Arbitro: | Lina Lehtovaara |

|                |           |                                                         |
| Mikolajová 25’ | Marcatori | 61’ Þorvaldsdóttir 67’ (rig.), 77’ (rig.) Gunnarsdóttir |

| Arbitro: | Iuliana Demetrescu |

|  |           |                    |
|  | Marcatori | 65’ Þorvaldsdóttir |

| Arbitro: | Karoline Wacker |

|  |           |                                                                          |
|  | Marcatori | 22’, 73’ Angeldahl 34’ Sembrant 44’ Rolfö 49’ J. Andersson 54’ Blomqvist |

## Statistiche

### Classifica marcatrici
6 reti
- Elín Metta Jensen

5 reti
- Dagný Brynjarsdóttir

- Anna Anvegård

4 reti
- Patrícia Hmírová (2 rig.)

- Lina Hurtig

- Linda Sembrant

3 reti
- Magdalena Eriksson

- Dóra Zeller

2 reti
- Fanndís Friðriksdóttir
- Sara Björk Gunnarsdóttir (2 rig.)
- Alexandra Jóhannsdóttir
- Sveindís Jane Jónsdóttir
- Berglind Björg Þorvaldsdóttir
- Mária Mikolajová

- Filippa Angeldahl
- Stina Blackstenius
- Pauline Hammarlund
- Amanda Ilestedt
- Sofia Jakobsson

- Madelen Janogy
- Fridolina Rolfö
- Olivia Schough
- Sára Pusztai
- Lilla Turányi

1 rete
- Hlín Eiríksdóttir
- Margrét Lára Viðarsdóttir
- Karólína Lea Vilhjálmsdóttir
- Karlīna Miksone
- Olga Ševcova
- Jana Vojteková

- Jonna Andersson
- Nathalie Björn
- Rebecka Blomqvist
- Filippa Curmark
- Loreta Kullashi

- Caroline Seger (1 rig.)
- Henrietta Csiszár
- Evelin Fenyvesi
- Zsanett Jakabfi
- Sára Pusztai

1 autorete
- Karlīna Miksone (1 a favore dell'Islanda)